# Ułan Bator

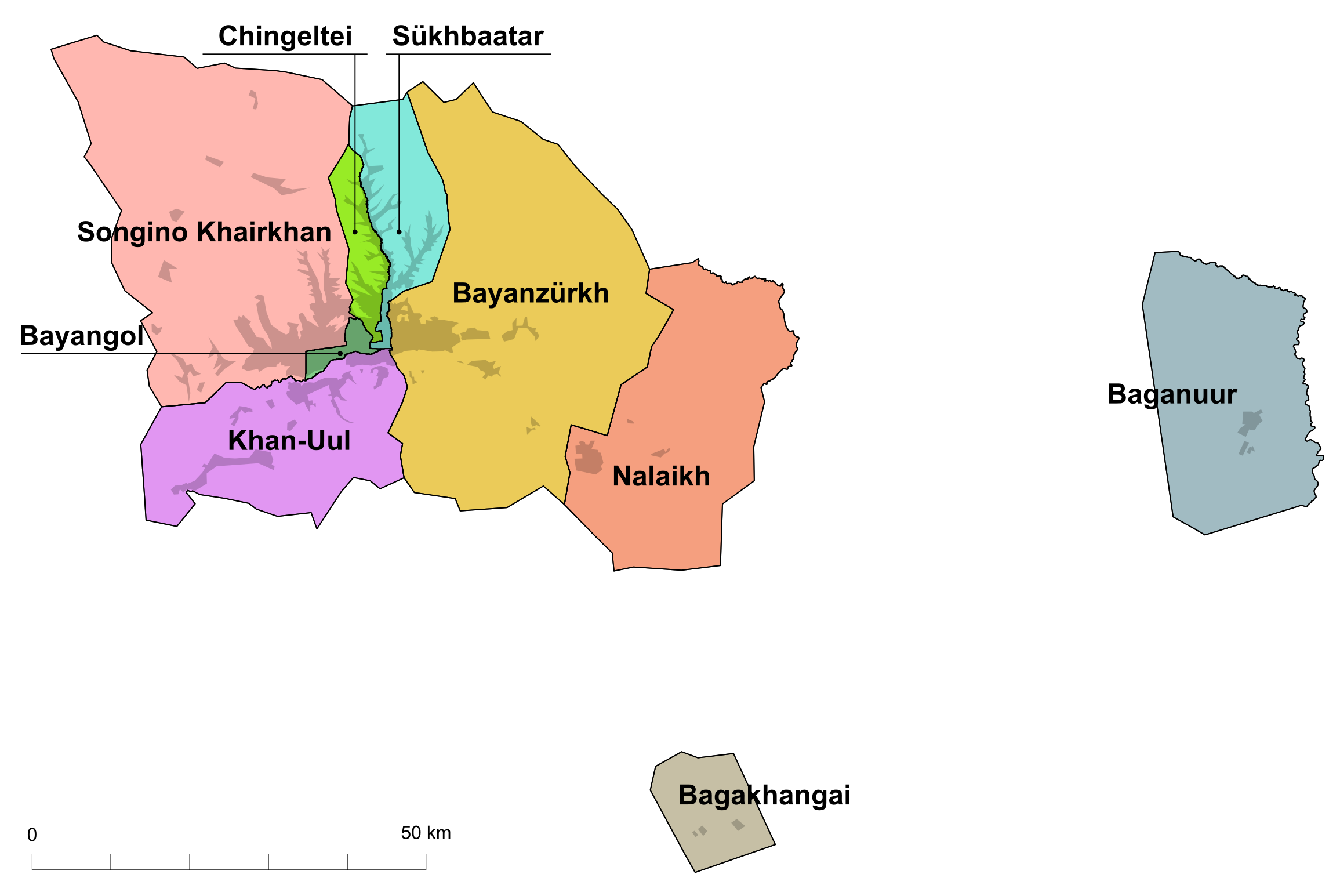
Mapa Ułan Bator z podziałem na dzielnice

Ułan Bator (mong. Улаанбаатар, Ulaanbaatar, do 1924 Urga) – stolica i największe miasto Mongolii położone w środkowo-wschodniej części kraju, nad rzeką Tuul gol, w dolinie otoczonej czterema masywami górskimi: Bajandzürch, Czingeltej, Songinchajrchan i Bogdchan uul. Miasto leży na wysokości około 1350 m n.p.m. W 2010 roku liczyło 1,09 mln mieszkańców. Całe miasto wydzielone Ułan Bator (z dzielnicami Nalajch, Bagnuur oraz Bagchangaj) o powierzchni 4704,4 km² liczyło 1,145 mln mieszkańców.

## Historia
Za datę założenia Ułan Bator przyjmuje się rok 1639. Wtedy to, nad brzegami jeziora Szireet Cagaan Nuur odbyła się uroczystość, w trakcie której czteroletniego Dzanabadzara uznano za inkarnację otwierającą listę bogd gegeenów – przywódców religijnych Mongolii. Koczująca siedziba Dzanabadzara i jego następców nazywana była Örgöö (jurta pałacowa) – stąd też przyjęta w literaturze europejskiej nazwa Urga. Aż do II połowy XVIII wieku siedziba bogd gegeena zmieniała swą lokalizację wielokrotnie. Wreszcie, w 1778 roku osiadła na miejscu dzisiejszej stolicy Mongolii. Początkowo Urga była właściwie wielkim klasztorem, dopiero w XIX wieku stała się najważniejszym w kraju centrum handlowym położonym na szlaku herbacianym poprowadzonym pomiędzy Chinami i Rosją. W 1911 roku w Urdze proklamowano niepodległość Mongolii (nie zaakceptowaną przez inne kraje, zamiast tego Rosja i Chiny na mocy traktatu w Kiachcie w 1915 roku uznały autonomię Mongolii w ramach Chin). W 1918 do Urgi wkroczyły wojska chińskie. W lutym 1921 baron von Ungern-Sternberg ze swoimi wojskami (Azjatycka Dywizja Konna) zdobył stolicę i oswobodził Bogdo gegena (był nim Bogda Chan) z niewoli chińskiej. Przez kilka miesięcy (do czerwca tegoż roku) Ungern sprawował faktyczną władzę w mieście (prawnie władcą był Bogda Chan), po czym Urga została zajęta przez mongolską armię prosowiecką dowodzoną przez bohatera narodowego Mongolii Damdina Suche Batora (była wspierana przez oddziały rosyjskiej Armii Czerwonej). 26 listopada 1924 zmieniono nazwę miasta na Ułan Bator (mong. Ulaanbaatar, dosł. „czerwony bohater”), w hołdzie Suche Batorowi. W 1938 roku zniszczono prawie wszystkie z 500 lamajskich świątyń stolicy wraz ze zbiorami sztuki oraz trzy z czterech pałaców Bogd gegeena. Od przełomu lat 50. i 60. XX w. zaczęła się intensywna rozbudowa miasta, w latach 70. powstały liczne osiedla wieżowców z wielkiej płyty.

## Podział administracyjny
Miasto wydzielone Ułan Bator dzieli się na 9 dzielnic (дүүрэг; düüreg), które dzielą się następnie na 151 osiedli (хороо; choroo). Dwie dzielnice – Bagchangaj i Bagnuur – są eksklawami miasta leżącymi na terytorium ajmaku centralnego.
| Dzielnice (düüreg) | Mongolski      | Liczba osiedli (choroo) | Populacja 2009 | Powierzchnia km² | Gęstość /km² |
| ------------------ | -------------- | ----------------------- | -------------- | ---------------- | ------------ |
| Bagchangaj         | Багахангай     | 2                       | 3615           | 140              | 25,8         |
| Bagnuur            | Багануур       | 5                       | 25 875         | 620,2            | 41,7         |
| Bajandzürch        | Баянзүрх       | 28                      | 250 241        | 1244,1           | 201,1        |
| Bajangol           | Баянгол        | 23                      | 174 851        | 29,5             | 5927,2       |
| Chan-Uul           | Хан-Уул        | 16                      | 104 166        | 484,7            | 214,9        |
| Czingeltej         | Чингэлтэй      | 19                      | 141 243        | 89,3             | 1581,7       |
| Nalajch            | Налайх         | 6                       | 30 215         | 687,6            | 43,9         |
| Songinchajrchan    | Сонгинохайрхан | 32                      | 241 410        | 1200,6           | 201,1        |
| Süchbaatar         | Сүхбаатар      | 20                      | 135 103        | 208,4            | 648,3        |
| Razem              |                | 132                     | 1 106 719      | 4704,4           | 235,3        |

## Transport
Miasto jest głównym centrum komunikacyjnym kraju. Pod Ułan Bator mieści się port lotniczy Czyngis-chan (do 21.12.2005 miało nazwę Bujant Uchaa), obsługujące połączenia krajowe i międzynarodowe. Stolica leży na szlaku mongolskiego odgałęzienia kolei transsyberyjskiej (tzw. kolei transmongolskiej) ze stacją kolejową Ułan Bator. Z Ułan Bator prowadzą odcinki dróg asfaltowych w kierunku granic chińskiej i rosyjskiej (z odgałęzieniem do miast Erdenet i Bulgan) a także na wschód (do Öndörchaan) i zachód (do Arwajcheer).

## Nauka, uniwersytety, biblioteki
W Ułan Bator mają swą siedzibę liczne uniwersytety, m.in. najstarsza świecka uczelnia kraju – Państwowy Uniwersytet Mongolski – oraz wiele bibliotek (m.in. Biblioteka Centralna, gromadząca stare manuskrypty mongolskie, tybetańskie, mandżurskie i chińskie).

## Zabytki, muzea, atrakcje turystyczne
|                         |                   |                  |
| Państwowy teatr operowy | Teatr dramatyczny | Galeria Narodowa |

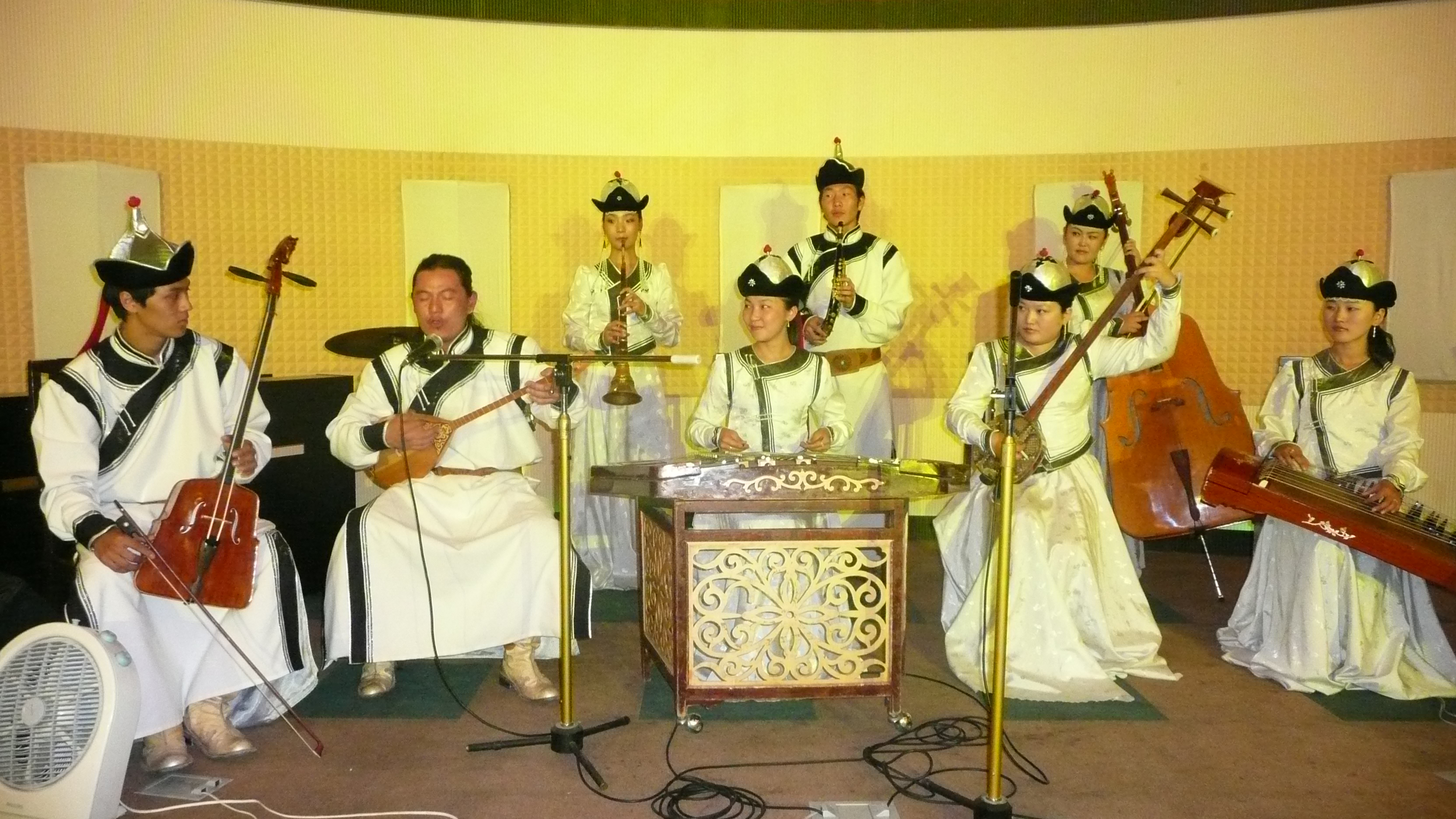
Mongolski folklor w restauracji w Ułan Bator

- Pałac Bogd chana (przełom XIX i XX wieku),
- klasztor Gandan (założony w 1838 roku),
- klasztor - muzeum Czojdżin lamy (początek XX wieku),
- klasztor Dambadardżaa chijd (założony w latach 1761–1765),
- klasztor Geser süm (założony w latach 1919–1920),
- klasztor Dar' echijn süm (założony w 1779 roku),
- pałac Czin wan Chanddordża (początek XX wieku).
- Muzeum Narodowe Mongolii,
- Muzeum Sztuki im. Dzanabadzara,
- Muzeum Przyrodnicze,
- Galeria Mongolskiej Sztuki Współczesnej,
- Muzeum Historii Ułan Bator,
- Muzeum Stroju Mongolskiego,
- Muzeum Represji i Ofiar Komunizmu.

- plac Suche Batora z pomnikiem Suche Batora, gmachem mongolskiego parlamentu i budynkiem Gmachu Teatru Opery i Baletu,
- Teatr Dramatyczny,
- Pomnik na wzgórzu Dzajsan,
- Posąg Buddy u stóp wzgórza Dzajsan.

## Galeria

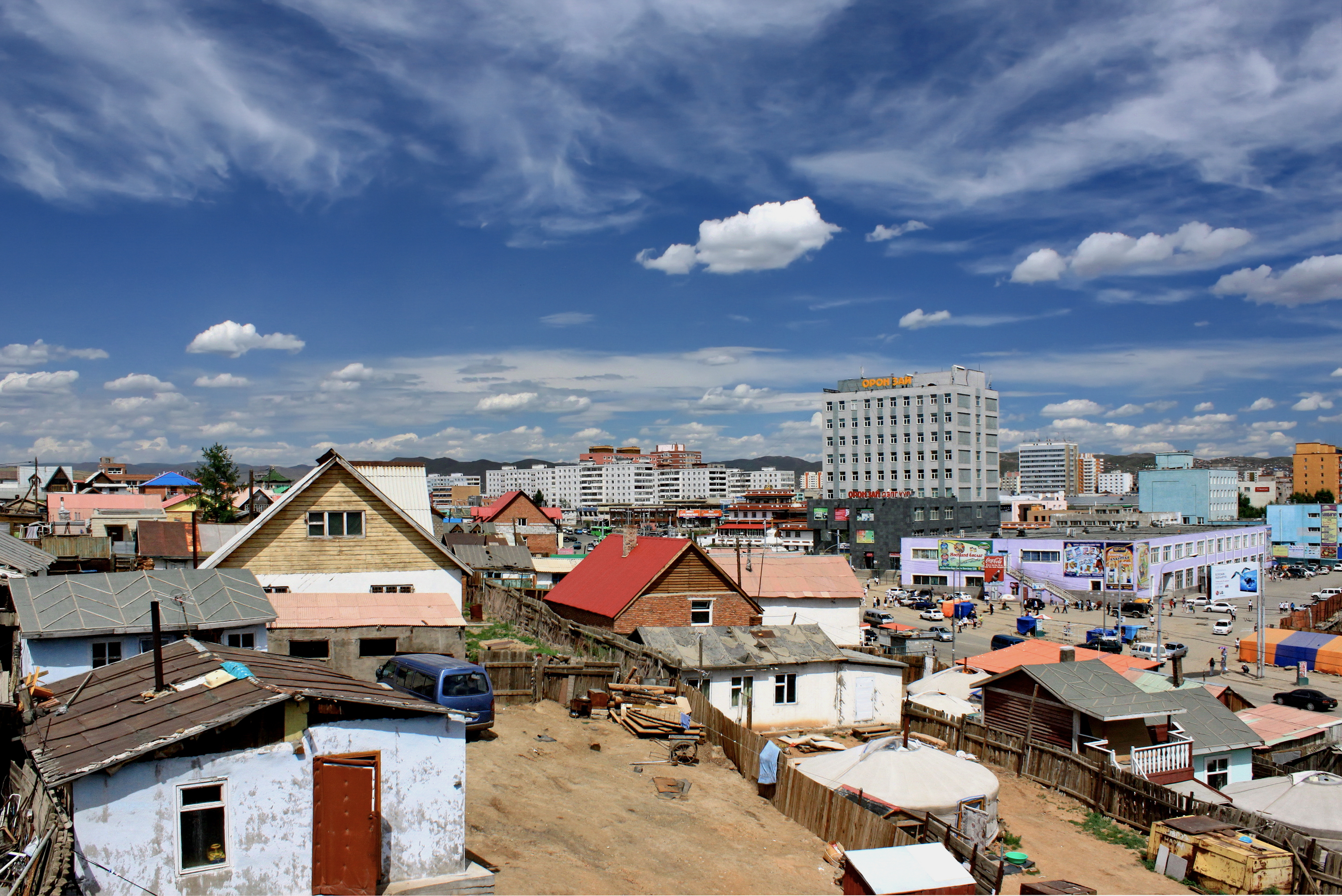
Widok na miasto
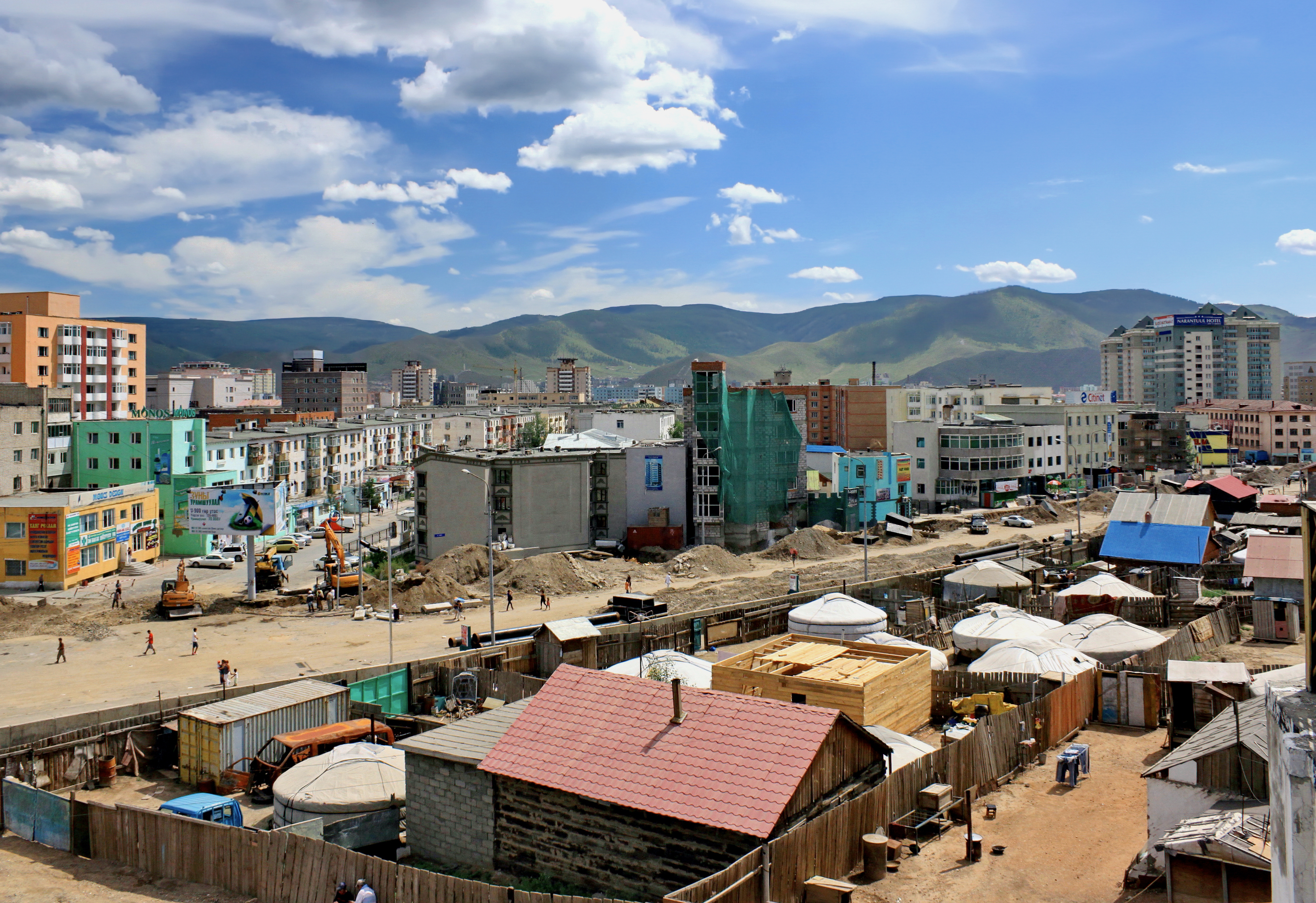
Widok na miasto z jurtami w centrum
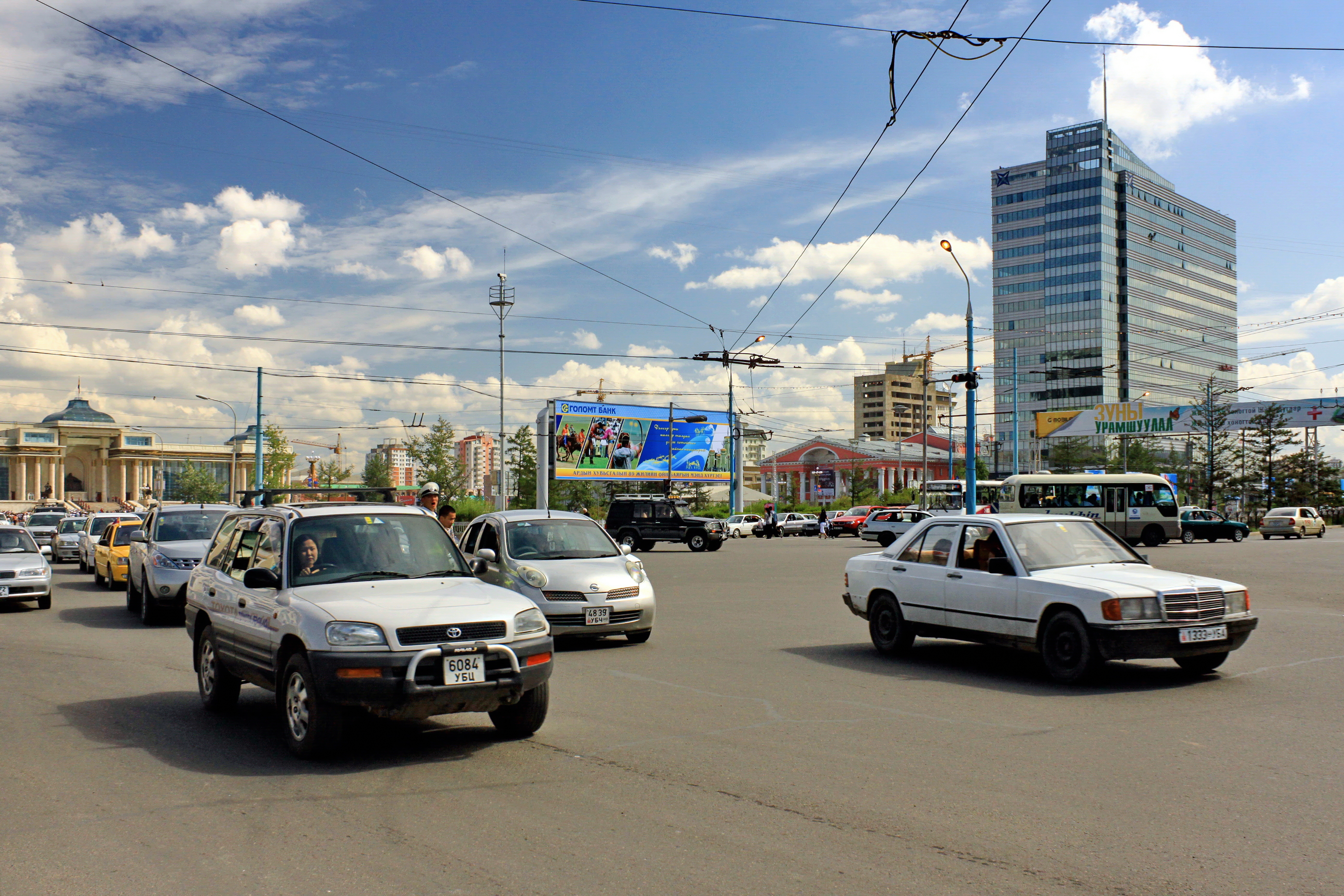
Ulica w centrum Ułan Bator
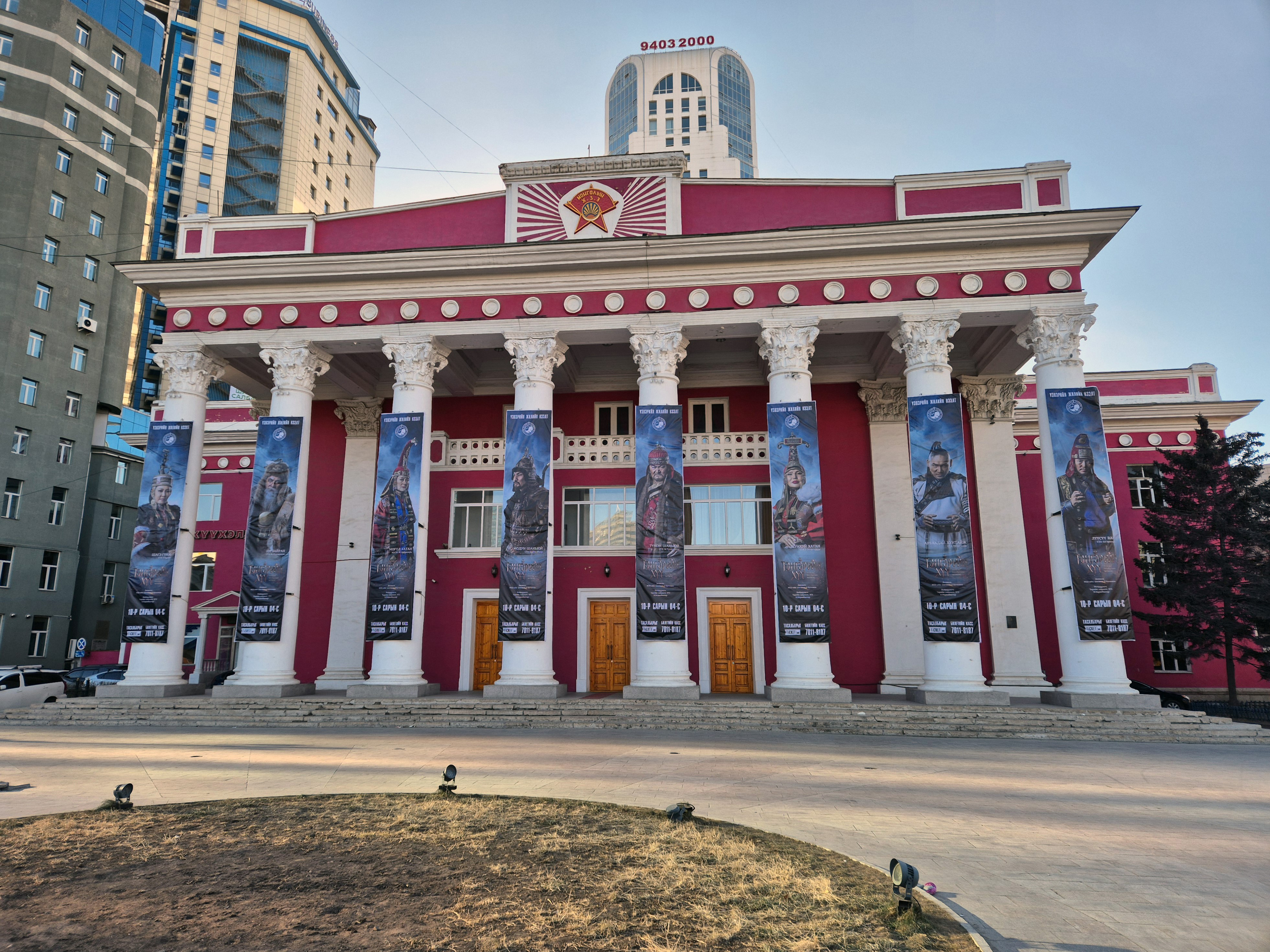
Narodowy Teatr Dramatyczny
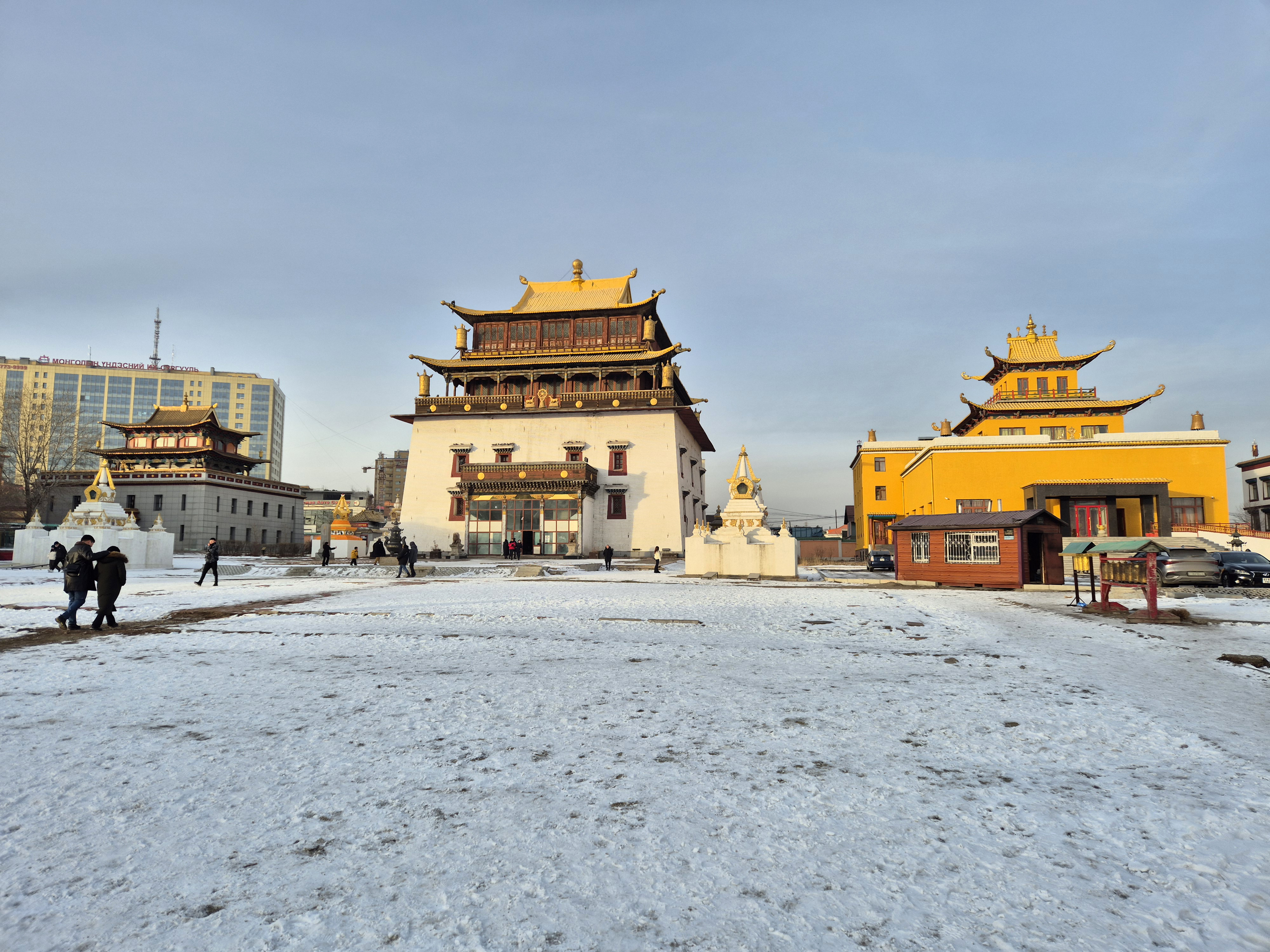
Klasztor Gandan
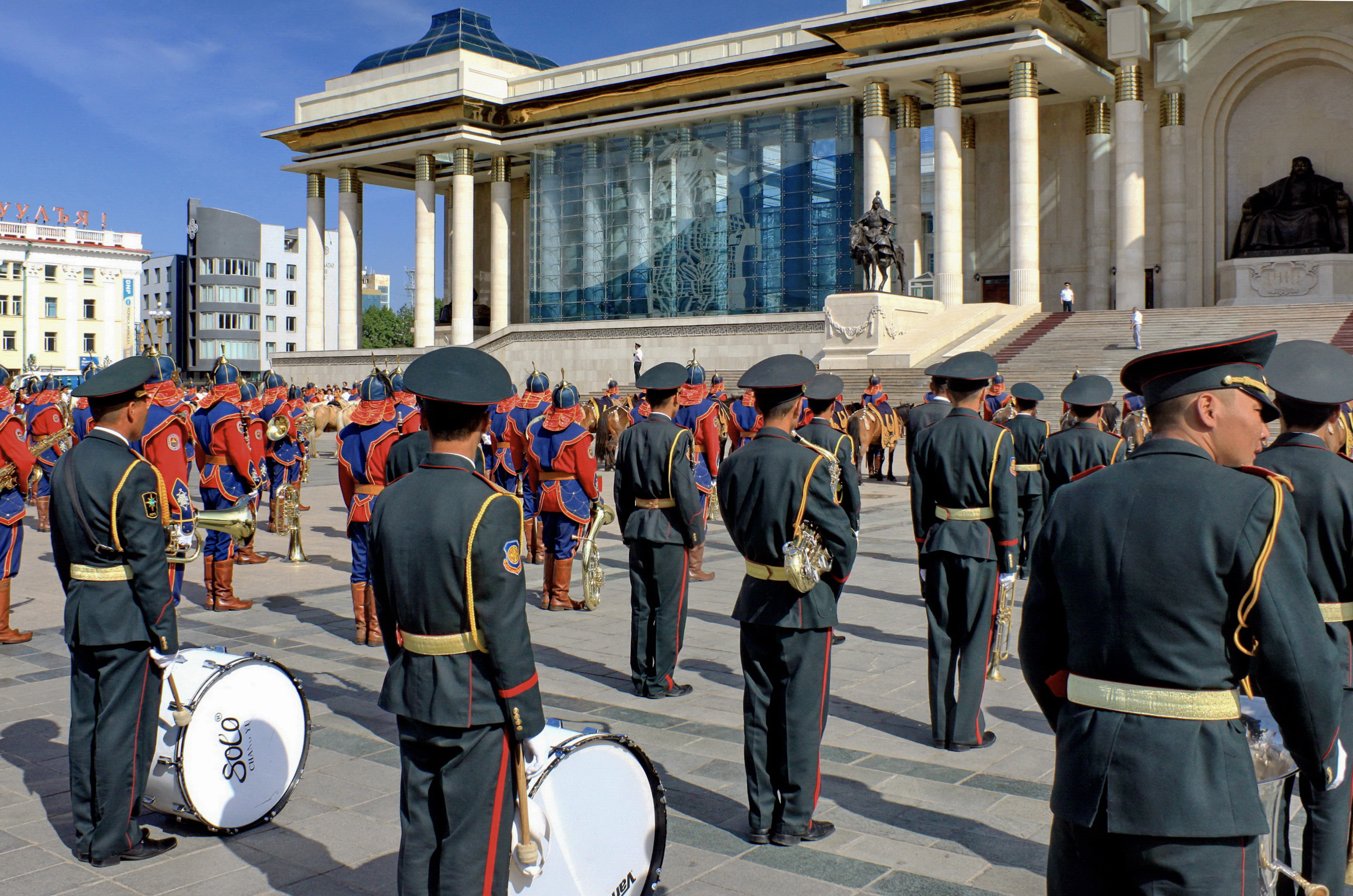
Orkiestra kompanii reprezentacyjnej armii mongolskiej podczas święta Naadam na placu Czyngis-chana
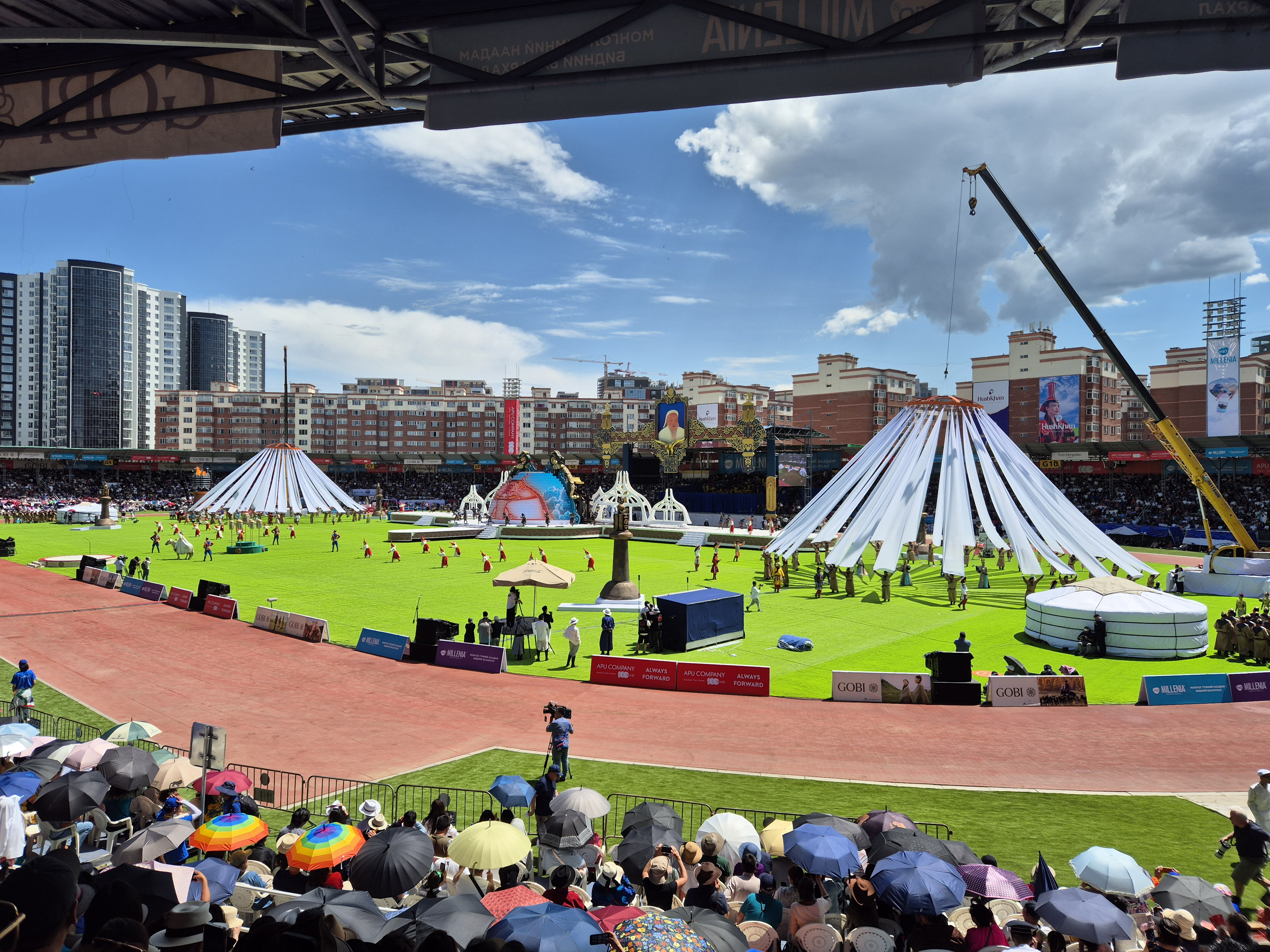
Festiwal Naadam na stadionie narodowym

## Miasta partnerskie
- Denver, Stany Zjednoczone
- San Francisco, Stany Zjednoczone
- Leeds, Wielka Brytania
- Wolverhampton, Wielka Brytania
- Seul, Korea Południowa
- Namyangju, Korea Południowa
- Tiencin, Chiny
- Hohhot, Chiny
- Delhi, Indie
- Ankara, Turcja
- Bangkok, Tajlandia
- Sapporo, Japonia
- Aomori, Japonia
- Miyakonojō, Japonia
- Tokio, Japonia
- Hanoi, Wietnam
- Gold Coast, Australia
- Most, Czechy
- Tajpej, Tajwan
- Ułan Ude, Rosja
- Petersburg, Rosja
- Moskwa, Rosja
- Irkuck, Rosja
- Krasnojarsk, Rosja